# たまご料理
『たまご料理』は、1995年9月にボンびぃボンボン!から発売されたDOS/PC-98/Windows 95用アダルトゲームである。
本作は、全21話（隠しシナリオ含む）の独立したエピソードが収録されたオムニバスゲームであり、収録されたエピソードの時代や場所、さらにはジャンルは異なるエピソードが収録されており、中には珍妙な展開を迎えるものもある。
コマンド総当たり型のアドベンチャーゲームでもある本作は、導入を最小限にして、すぐにHシーンに突入できることをアピールポイントとしている。また、聖少女をはじめとする有名な原画家やシナリオライターが参加していることでも知られており、サブグラフィックチームの一員として樋上いたるがクレジットされている。
本作のエピソードの選択画面は書斎の本棚のような構成となっており、本をクリックするとエピソードが閲覧できる。また、PC-98版は本棚の下段右端の書物がタイトルリストになっている。

## エピソード
- ラストウェスタン
- 霊媒師おりてきてH
- 魔法少女プリティー・キャティ
- 御姉様と呼ばせて…
- ランプに御用心
- 高校講師
- 勝ってピーッ!
- そんなに燃えちゃいやっ!
- 翔龍伝説
- くノ一関ヶ原異伝
- オレ様は大宇宙海賊
- 囚われた王女
- 禁断のシュート
- 告知病棟
- L.A.バイス
- 漂流記
- 妖魔ハンターR
- GR-17
- お姉さんとボク
- 借金取りと娘
- 兄妹（隠しシナリオ）

## 評価
前田尋之の公式サイト「電脳世界のひみつ基地」においてライターの松田は「内容がまったく想像できないタイトルに最初は面食らいましたが、よくよく考えてみればたまご料理はポーチドエッグやスクランブルエッグ、エッグベネディクトなど色々ありますから、さまざまなジャンルの作品を収録した本作にはピッタリのものなのかもしれませんね。」と述べ、手軽にHシーンを楽しめるというコンセプトに合致していると評価している。その一方で、松田はフロッピーディスクの入れ替え回数の多さを指摘しており、そういうのが苦手な人はDL版がよいだろうと述べている。